# Daniel Codorniu Aloy
Daniel Codorniu Aloy (Palma de Mallorca, 28 de junio de 1943-Palma de Mallorca, 28 de diciembre de 2023) fue un pintor e ilustrador español.

## Biografía
Nació el 28 de junio de 1943 en Palma de Mallorca, España. Se formó inicialmente en la Escuela de Artes y Oficios de Palma y en 1959 se trasladó a Barcelona, donde obtuvo la licenciatura en la Escuela Superior de Bellas Artes de Sant Jordi, en 1963. Posteriormente, cumplió con el servicio militar durante dos años en Sidi Ifni, África. De regreso en España, se graduó en dibujo, desempeñándose como profesor de esa asignatura.
Desde la década de los 60 participó en diversos certámenes de pintura y obtuvo variados premios. En España, su obra fue expuesta en ciudades como Barcelona, Tarrasa y Sitges, entre otras, como así también en Puerto Rico, Venezuela, Estados Unidos, Francia y Alemania.
Fue representante de la pintura postimpresionista, predominando en su obra la temática marina, en la cual resaltan la luminosidad y los colores mediterráneos.
Parte de su obra integra distintas colecciones privadas, en tanto otras son albergadas en instituciones tales como la Colección Thyssen-Bornemisza, el Museo Nacional de Arte de Cannes, la Fundación Internacional de Bellas Artes en California, así como la Fundación La Caixa y la Fundación Sa Nostra, entre otras.
Falleció a los 80 años, el 28 de diciembre de 2023, en Palma de Mallorca.

## Difusión bibliográfica y audiovisual
- DANIEL CODORNIU, Joan Pla. Artistas de Siempre. Diseño y Dirección Artística: Arturo Pomar. Colección Artistes de Sempre, Ediciones J.A.P. Gost., 1988.
- CODORNIU CREACIÓN, Daniel Codorniu y Arturo Pomar. Diseño y Dirección Artística: Arturo Pomar. Ediciones Punt de Llum D.C. S.L., 1997.
- Edición videos Punt de Llum-Daniel Codorniu.1995, 1997, 1999, 2000, 2001 y 2002.
- Reproducción obra: Litografías, Postales, Calendarios. Ediciones Punt de Llum, D.C.S.L.
- Monográficos: Canal 4 Televisión. Programa «Nit de bauxa».
- Programación alemana. TV Satélite. Canal Digital TV locales.

## Obra permanente y colecciones privadas
- Colección Thyssen-Bornemisza.
- Simpòsium Museum (Suecia).
- Museo Nacional de Arte, Cannes (Francia).
- Fundación Internacional de Bellas Artes, California (Estados Unidos).
- Museo Provincial de Orense.
- Fundación de Arte Banco Santander.
- Fundación «Diario Avui».
- Fundación «La Caixa».
- Fundación BBVA.
- Fundació Sa Nostra Caixa de Balears.
- Fundación Banco de Crédito Balear.
- Museo Provincial de Porreras.
- Casino Urbanización Sol de Mallorca.
- Ayuntamientos de Madrid, Barcelona, Gerona, Tarragona, Bilbao, Valencia, Saint-Paul-de-Vence, Carmel, Castellón, Olot, Santañí, Felanich, Pollensa, Llucmajor, Sinéu y Porreras.
- Asociación Cultural «S’Agrícola», Manacor.
- Fundación «El Corte Inglés».
- Hoteles: Son Vida, Arabella, Club Golf Son Antem (Marriott’s), Sheraton, NH Hoteles, Holiday Inn, Cadena Hypotels Mallorca y Santi Petri, Hotel Playa del Moro.
- Fondo de Arte Banco de Sabadell.
- Fundación Caja Madrid.

## Premios
- Pintura Joven de la Sala Parés (Barcelona, 1965).
- Primer Premio Certamen de Pintura Sidi Ifni (1966).
- Segundo Premio Ciutat de Tárrega (Lérida, 1974).
- Premio Villa de Santañí (Mallorca, años 1978, 1979, 1980 y 1984).
- Premio Paul Roubaud (Auberge de Belvédère, Francia, 1988).